# Europe '72: The Complete Recordings
Europe '72: The Complete Recordings je box set, složený z koncertních nahrávek americké skupiny Grateful Dead. Obsahuje záznamy všech vystoupení skupiny na jaře 1972 z koncertního turné po Evropě – 22 kompletních koncertů na 73 CD. Album vyšlo 1. září 2011.

## Koncerty
- 7. dubna – Wembley Empire Pool, Londýn, Anglie
- 8. dubna – Wembley Empire Pool, Londýn, Anglie
- 11. dubna – Newcastle City Hall, Newcastle upon Tyne, Anglie
- 14. dubna – Tivoli Concert Hall, Kodaň, Dánsko
- 16. dubna – Aarhus University, Aarhus, Dánsko
- 17. dubna – Tivoli Concert Hall, Kodaň, Dánsko
- 21. dubna – Beat-Club, Bremen, Západní Německo
- 24. dubna – Rheinhalle, Düsseldorf, Západní Německo
- 26. dubna – Jahrhundert Halle, Frankfurt nad Mohanem, Západní Německo
- 29. dubna – Musikhalle Hamburg, Hamburg, Západní Německo
- 3. května – The Olympia, Paříž, Francie
- 4. května – The Olympia, Paříž, Francie
- 7. května – Bickershaw festival, Wigan, Anglie
- 10. května – Concertgebouw, Amsterdam, Nizozemsko
- 11. května – Rotterdam Civic Hall, Rotterdam, Nizozemsko
- 13. května – Lille Fairgrounds, Lille, Francie
- 16. května – Radio Luxembourg, Lucemburk, Lucembursko
- 18. května – Kongresshalle, Deutsches Museum, Mnichov, Západní Německo
- 23. května – The Strand Lyceum, Londýn, Anglie
- 24. května – The Strand Lyceum, Londýn, Anglie
- 25. května – The Strand Lyceum, Londýn, Anglie
- 26. května – The Strand Lyceum, Londýn, Anglie

## Sestava
- Jerry Garcia – kytara, zpěv
- Bob Weir – kytara, zpěv
- Phil Lesh – basová kytara, zpěv
- Ron „Pigpen“ McKernan – varhany, harmonika, zpěv
- Bill Kreutzmann – bicí
- Keith Godchaux – piáno
- Donna Jean Godchaux – zpěv